# 애프터 웨딩 (2006년 영화)
《애프터 웨딩》(Efter Brylluppet, After The Wedding)은 덴마크, 스웨덴에서 제작된 수잔 비에르 감독의 2006년 드라마 영화이다. 매즈 미켈슨 등이 주연으로 출연하였고 시즈 그라움 올슨 등이 제작에 참여하였다.

## 출연

### 주연
- 매즈 미켈슨
- 시드 바벳 크누센

### 조연
- 롤프 라스가드
- 스티네 피셔 크리스텐센
- 니엘스 안데르스 토른

## 기타
- Line PD: 카렌 벤존
- 공동제작: 건너 카를손
- 의상: 마농 라스무센
- 의상: 시그네 세이룬드
- 배역: 레네 시스테드

## 개봉
이 영화는 2006년 2월 24일 덴마크에서 초연되었다. 이 영화는 2006년 토론토 국제영화제의 갈라로서 북아메리카에 2006년 9월 15일 초연되었다. 이 영화는 2007년 3월 9일 영국에서 와이드 개봉되었다. 2007년 3월 30일 미국에서 제한적으로 개봉되었다.